# ジャン＝ジョゼフ・ムーニエ

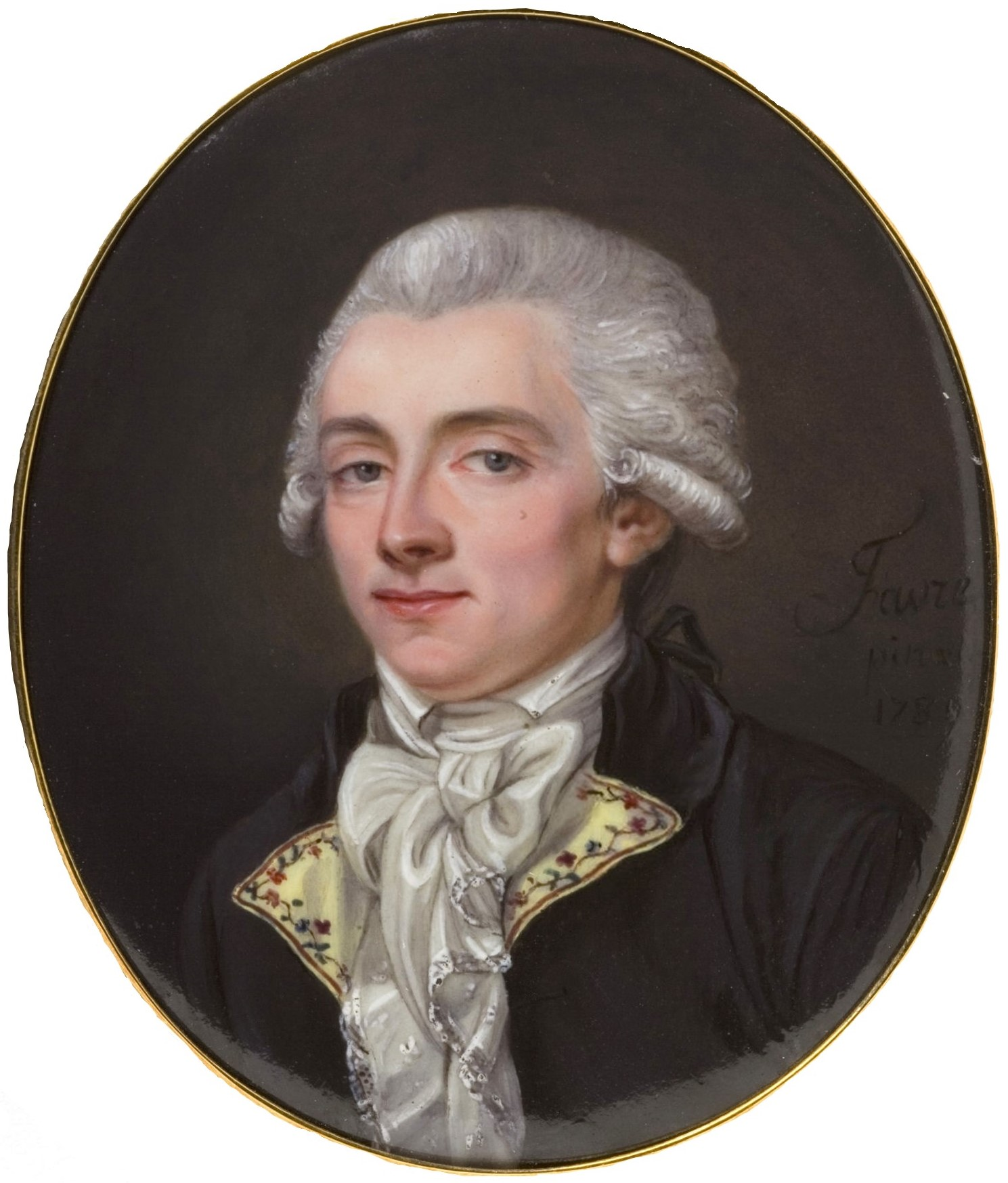
ジャン＝ジョゼフ・ムーニエ

ジャン＝ジョゼフ・ムーニエ （Jean Joseph Mounier, 1758年11月12日-1806年1月28日）は、フランスの政治家、裁判官。

## 略歴
グルノーブル（現イゼール県）に生まれる。 ムーニエは法律を学び、1783年にグルノーブルで裁判官の職を得た。1788年に彼は高等法院と宮廷の間の闘争に参加し、 フランス革命の前夜にヴィジーユで開かれたドーフィネ州の身分制会議の発起人となった （1788年7月20日）。彼は会議の書記を務め、ルイ16世に提出された陳情書（「ノート」）を起草した。こうして頭角を表したムーニエは1789年に開催される全国三部会の第三身分代表に満場一致で選出された。ムーニエはまた1789年8月に君主派を結成した。
憲法制定国民議会におけるムーニエは最初は新しい理念の支持者であり、有名な球戯場の誓いを提案し、2つの特権身分と第三身分との連合を支持することを表明し、新憲法の準備を助け、ジャック・ネッケルの帰還を要求した。1789年9月28日に彼は憲法制定国民議会の議長に選出された。しかし、その後に起こった一連の出来事を承認することができず、ムーニエは議員を辞職してドーフィネに退き、革命に疑問を抱いて1790年にスイスに逃れた。
ムーニエは1801年にフランスに帰国し、ナポレオン・ボナパルトによって、彼が再編成したイル＝エ＝ヴィレーヌ県の知事に任命され、1805年には国務顧問に任命された。 ムーニエはパリで死去した。その主な著作は「政府についての考察」（1789）であるが、「フランス人が自由になることを妨げた原因に関する研究」（1792）や「啓蒙思想家、フリーメイソンおよびイルミナティがフランス革命に与えた影響」（1801）なども重要な意味を持っている。